# Eugène Molle
Eugène Molle, né le 24 avril 1895 à Aubenas (Ardèche) et mort le 20 mars 1978 à Saint-Tropez (Var), est un général français, grand-croix de la Légion d'honneur.

## Biographie
Saint-cyrien, il combat au sein des 2e et 4e bataillons de chasseurs à pied lors de la Première Guerre mondiale, qu'il termine comme capitaine, cité six fois. 
Il se distingue ensuite particulièrement au cours de la Seconde Guerre mondiale, tout d'abord en mai 1940 lors de la campagne de Norvège au sein du corps expéditionnaire français, commandé par le colonel Béthouard, où il joue un rôle important dans la préparation et l'exécution de l'offensive sur Narvik, qui mène à la prise de la ville le 28 mai 1940. Il est cité à l’ordre de la 1re division légère de chasseurs. 
Après la reformation de l'armée française en Afrique française du Nord, il s'illustre de nouveau de décembre 1943 à juin 1944, comme colonel du 8e régiment de tirailleurs marocains (8e RTM), lors de campagne d'Italie et, à partir du 5 juillet 1944, promu général, au commandement de l’infanterie de la 2e division d'infanterie marocaine (2e DIM). Le général de Lattre lui confère  ensuite le 10 octobre 1944, le titre de « général adjoint chargé des FFI » en vue de préparer l'« amalgame », l'intégration des forces françaises de l'intérieur (FFI) au sein de la 1re armée française, alors formée essentiellement d'unités de l'Armée d'Afrique. Sa mission remplie, fin janvier 1945, il est nommé au commandement de la 27e division d'infanterie alpine. Il est cité à nouveau six fois au cours du conflit. 
Après guerre, il commande notamment la 9e région militaire à Marseille en 1952 puis termine sa carrière comme inspecteur et commandant désigné de la zone de défense no 4.

## Décorations

### Françaises
- Grand-croix de la Légion d'honneur (29 avril 1955)[1]
  - Grand officier le 27 octobre 1948
- Croix de guerre 1914–1918 (6 citations)
- Croix de guerre 1939–1945 (6 citations)

### Étrangères
- Commandeur de la Legion of Merit (États-Unis)